# Вілсон-Конокочиг (Меріленд)
Вілсон-Конокочиг (англ. Wilson-Conococheague) — переписна місцевість (CDP) в США, в окрузі Вашингтон штату Меріленд. Населення — 2262 особи (2020).

## Географія
Вілсон-Конокочиг розташований за координатами 39°39′4″ пн. ш. 77°49′37″ зх. д. / 39.65111° пн. ш. 77.82694° зх. д. (39.651247, -77.827072).  За даними Бюро перепису населення США в 2010 році переписна місцевість мала площу 12,56 км², з яких 12,24 км² — суходіл та 0,32 км² — водойми.

## Демографія
Згідно з переписом 2010 року, у переписній місцевості мешкали 2282 особи в 877 домогосподарствах у складі 633 родин. Густота населення становила 182 особи/км².  Було 920 помешкань (73/км²).
Расовий склад населення:
| - 94,5 % — білих - 2,5 % — чорних або афроамериканців - 0,7 % — азіатів - 0,1 % — корінних американців |

До двох чи більше рас належало 1,8 %. Частка іспаномовних становила 2,4 % від усіх жителів.
За віковим діапазоном населення розподілялося таким чином: 22,7 % — особи молодші 18 років, 63,1 % — особи у віці 18—64 років, 14,2 % — особи у віці 65 років та старші. Медіана віку мешканця становила 40,0 року. На 100 осіб жіночої статі у переписній місцевості припадало 97,2 чоловіків;  на 100 жінок у віці від 18 років та старших — 93,1 чоловіків також старших 18 років.
Середній дохід на одне домашнє господарство  становив 62 991 долар США (медіана — 56 829), а середній дохід на одну сім'ю — 67 301 долар (медіана — 57 106). Медіана доходів становила 45 814 долари для чоловіків та 36 094 долари для жінок. За межею бідності перебувало 3,7 % осіб, у тому числі 0,0 % дітей у віці до 18 років та 0,0 % осіб у віці 65 років та старших.
Цивільне працевлаштоване населення становило 1132 особи. Основні галузі зайнятості: виробництво — 28,2 %, освіта, охорона здоров'я та соціальна допомога — 22,7 %, транспорт — 9,4 %, роздрібна торгівля — 7,2 %.